# Eddie DeLange
Eddie DeLange (New York, 15 gennaio 1904 – Los Angeles, 15 luglio 1949) è stato un cantautore statunitense.
Nel corso della sua vita, DeLange ha collaborato con Frank Sinatra, Ella Fitzgerald, Louis Armstrong, Nat King Cole, Duke Ellington, Benny Goodman e altri.

## Biografia
DeLange nacque a Long Island City, nel quartiere di Queens, a New York. Si laureò presso l'Università della Pennsylvania nel 1926. Nel 1932 venne messo sotto contratto da Irving Mills; nello stesso periodo iniziò ad apparire tra i crediti di vari singoli di successo come Moonglow di Will Hudson e Irving Mills. Nel 1935 DeLange e Hudson diedero vita alla Hudson-DeLange Orchestra, che arrangiò molti dei loro brani e tenne vari road show. Dal 1938, quando i due smisero di collaborare, DeLange formò una nuova orchestra che partecipò a diversi tour. DeLange iniziò intanto a registrare musica assieme al compositore Jimmy Van Heusen, col quale scrisse nuove hit tra cui Darn That Dream del 1939. Nel 1942 De Lange co-scrisse A String of Pearls di Glenn Miller. Eddie DeLange morì a Los Angeles, California, il 15 luglio 1949. È sepolto al Forest Lawn Memorial Park di Glendale. Nel 1989 DeLange venne inserito nella Songwriters Hall of Fame.